# Yōsuke Kawai
Yōsuke Kawai (jap. 河井 陽介; * 4. August 1989 in Fujieda, Präfektur Shizuoka) ist ein japanischer Fußballspieler. 

## Karriere
Yōsuke Kawai erlernte das Fußballspielen in der Schulmannschaft der Fujieda Higashi High School sowie in der Universitätsmannschaft der Keiō-Universität. 2009 wurde er von der Universität an Shimizu S-Pulse ausgeliehen. Hier unterschrieb er 2012 auch seinen ersten Profivertrag. Der Verein aus Shimizu spielte in der höchsten Liga des Landes, der J1 League. Ende 2015 musste er mit dem Club als Tabellensiebzehnter in die zweite Liga absteigen. 2016 wurde er mit Shimizu Vizemeister der J2 League und stieg direkt wieder in die erste Liga auf. Nach 241 Ligaspielen für S-Pulse wechselte er im Januar 2022 nach Okayama zum Zweitligisten Fagiano Okayama. Nach 57 Ligaspielen, in denen er einen Treffer erzielte, wechselte er im Januar 2024 zum Drittligisten Kataller Toyama. Am Ende der Saison 2024 belegte er mit dem Verein den dritten Platz und qualifizierte sich für die Aufstiegsspiele. Hier spielte man im Finale gegen Matsumoto Yamaga 2:2-Unentschieden. Da Katallar in der regulären Spielzeit den dritten Platz belegte, stieg man in die zweite Liga auf.

## Erfolge
Shimizu S-Pulse
- Japanischer Zweitligavizemeister: 2016  ▲